# مسجد الإمبراطور
مسجد الإمبراطور(بالبوسنوية: Careva Džamija, بالتركية: Hünkâr Camii) هو أحد المعالم المهمة في سراييفو عاصمة البوسنة والهرسك؛ حيث أنه أول مسجد بُني فيها، وذلك عام 1457 بعد الفتح العثماني للبوسنة والهرسك. ويُعد المسجد أكبر مسجد ذي قبة منفردة في البوسنة والهرسك، مبنيٌّ وفق الطراز العثماني التقليدي لذلك العهد.
بُني المسجد في عهد السلطان محمد الفاتح، فاتح القسطنطينة؛ حيث بناه عيسى بك بن إسحق سنجق بك (والي) لسنجق البوسنة وقدمه للسلطان. يُعتبر المسجد واحد من أكثر مساجد العهد العثماني في البلقان جمالاً؛ إذ يمتاز المسجد بالرحابة الداخلية وبالتفاصيل الزخرفية عالية الجودة، مثل المحراب.

## التاريخ
المسجد الأصيل بُني في منتصف القرن الخامس عشر الميلادي وقد حاز تاريخاً طويلاً وآسراً. وقد تضرر ودُمر بشكلٍ كامل في نهاية القرن نفسه، ليُبنى مجدداً في 1565 وقدّم هذه المرة للسلطان سليمان القانوني.
المسجد الذي بُني أولاً كان من الخشب، كما كان أصغر من المسجد الحالي الذي بُني في 1565. الحجرات الجانبية أُضيفت للمسجد عام 1800 ووصلت بفناء الصلاة في 1848. وبين 1980 و1983 صينت وجددت الزخارف المرسومة في داخل المسجد. أمّا المقبرة التي تقع جانب المسجد، فإنها تحوي أضرحة وزراء وشيوخ ومفتين وموظفين في المسجد، إضافةً إلى الشخصيات الشهيرة الأخرى التي كانت قاطنة في سراييفو.
تضرر المسجد خلال الحرب العالمية الثانية، ولحقه الضرر البالغ في الحروب خلال التسعينيات. ولا تزال أعمال الترميم معلقة.
إنّ أول المستوطنات في سراييفو كانت قد بُنيت حول المسجد، وذلك بإقامة ممثلي السلطان، بعد ذلك أصبحت المباني تُبنى إلى جانب المسجد. وقد بَنى عيسى بك بن إسحق، والذي يُعرف بالتركية بـ«إسحق أوغلو عيسى بك» حماماً عاماً وجسراً يقود مباشرةً إلى المسجد. وهذا الجسر كان قد فُكِّك خلال الحكم النمساوي المجري للبوسنة والهرسك وأعيد بناءه بارتفاع بضع أمتار فوق النهر؛ حيث هو اليوم.
وفي الجهة المقابلة من النهر، بَنى رباطاً. ولأجل تمويل هذه الوسائل التسهيلية، فإنّ عيسى بك خلف وراءه إرثاً يتكون من كثيرٍ من الحوانيت والأراضي والمُلْكيات.

## وصلات خارجية
- الموقع الرسمي للمسجد